# از زبان برگ
از زبان برگ سوّمین دفترِ شعرِ محمّدرضا شفیعی کدکنی است.

## متن
این مجموعه نخستین بار اردیبهشتِ ۱۳۴۷ در تهران منتشر شد؛ و بعدها در نخستین دیوانِ شعرهای شاعر (آیینه‌ای برای صداها) نیز آمد. «سفرنامهٔ باران» و «در حضورِ باد» از شعرهای معروف‌ترِ این دفترند.